# 邵瑞彭
邵瑞彭（1887年—1938年），字次公，一名壽籛（壽錢）。浙江淳安縣人。中国政治人物、詞人。

## 生平
邵瑞彭，1887年出生在淳安縣富文楂林村。清光緒三十四年（1908年），就讀於浙江師範學堂，曾入光復會、同盟會，參加辛亥革命光復浙江，南社重要成員，介绍邵飘萍入南社。民國元年（1912年），國會眾議院議員，歷任國務院秘書長、清史館编纂。曾先後任教於國立北京大學、民國大學、北京師範大學，並與學者吳承仕、高步瀛等創辦「思辨社」。應清史館趙爾巽之請，協修《清史稿》。
邵瑞彭曾以怒斥曹錕賄選總統出名，1924年11月，曹錕下台，段祺瑞臨時政府組織參政院，計劃召開善後會議，聘邵瑞彭為善後會議議員和參政院參政。北洋政府擬任為教育總長，謙辭不就，後離開政壇。1932年，任河南大學文學院中國文學系主任兼教授。卒於河南開封。

## 作品
- 《蝶戀花·十二樓前生碧草》